# ویلیمزپرت (مریلند)
ویلیمزپرت (به انگلیسی: Williamsport) شهری در ایالت مریلند کشور ایالات متحده آمریکا است که جمعیت آن در سرشماری سال ۲۰۱۰ میلادی، ۲٬۱۳۷ نفر بوده‌است.